# Casa Montgomery-Janes-Whittaker
La Casa Montgomery–Janes–Whittaker (Montgomery–Janes–Whittaker House, meglio nota come Buena Vista) è una casa storica situata nella Contea di Autauga, a sud di Prattville, Alabama.

## Descrizione
Costruita da William Montgomery intorno al 1830, fu il primo sito storico della contea di Autauga; ospita l'Autauga County Heritage Association e l'Heritage Center Museum. 
Venne inclusa nel National Register of Historic Places il 25 ottobre 1974.